# AMK Katowice (żużel)
AMK Katowice – polski klub żużlowy z Katowic. W roku 1956 brał udział w rozgrywkach ligowych. W późniejszym czasie przestał funkcjonować, łącząc się z Gwardią Katowice.

## Historia
Obok AMK w Katowicach działała Gwardia Katowice. W 1956 roku do rozgrywek II ligi zgłosiły się nowo powstałe sekcje żużlowe AMK Katowice (zakwalifikowana do "Grupy Północ") i Gwardii Katowice (zakwalifikowana do "Grupy Południe"). Różnica poziomów między poszczególnymi zespołami w obu grupach II ligi była na tyle duża, że przed sezonem 1957 dokonano reorganizacji rozgrywek, zmniejszając II ligę do 8 zespołów (zakwalifikowały się drużyny z miejsc 2-4 w obu grupach oraz spadkowicze z I ligi), a z reszty stworzono III ligę. Do II ligi zakwalifikował się AMK (drużyna w sezonie 1957 miała występować w Bytomiu), natomiast Gwardię czekał III-ligowy los. W tej sytuacji postanowiono połączyć obie sekcje i nowy klub przystąpił do rozgrywek II ligi pod nazwą Gwardii Katowice - w jej barwach startowali Paweł i Wiktor Waloszkowie, Robert Nawrocki i Alfred Spyra (wszyscy poprzednio w starej Gwardii). Zespół zajął dobre 4. miejsce, jednak do następnego sezonu, już pod nazwą KKS Katowice, przystępował osłabiony brakami kadrowymi (do Śląska Świętochłowice odeszli bracia Waloszkowie) i sprzętowymi. Po dwóch wysokich porażkach wyjazdowych na inaugurację sezonu, ze Stalą Gorzów (12:59) i Kolejarzem Rawicz (14:63), sekcja rozpadła się i wycofała z rozgrywek.

## Poszczególne sezony
| Sezon | Rozgrywki ligowe | Rozgrywki ligowe       | Rozgrywki ligowe |
| Sezon | Liga             | Liga                   | Miejsce          |
| ----- | ---------------- | ---------------------- | ---------------- |
| 1956  | II               | II liga (gr. „północ”) | 3/8              |

| Poziom ligowy | Liczba sezonów | Sezony |
| ------------- | -------------- | ------ |
| II            | 1              | 1956   |